# Schela, Galați
Schela là một xã thuộc hạt Galați, România. Dân số thời điểm năm 2002 là 3588 người.